# Margarethe Werthmann
Margarethe Werthmann, auch Margarete, (* im 17. Jahrhundert; † 1639 in Stadtoldendorf) wurde der Hexerei bezichtigt und starb vermutlich unter der Folter durch Genickbruch.

## Hexenprozess
Werthmann entstammte wohl einer bürgerlichen Familie. Gegen sie wurde im Jahr 1639 durch den herzoglichen Stadtvogt vor dem Rat in Stadtoldendorf ein Prozess wegen Hexerei eingeleitet. Angewandt wurde für die Anklage die Peinliche Halsgerichtsordnung Kaiser Karls V., die im Jahr 1568 durch Herzog Heinrich für das Fürstentum Braunschweig-Wolfenbüttel übernommen worden war. Bei diesem Prozess wurde ein ordentlich ausgeführtes Anklageverfahren eingehalten, jedoch kam es zu einer Verschleppung des Verfahrens, so dass es zu einer Beschwerde bei Herzog August kam. Dieser rügte die „liederliche Justiz des Rates“ und verfügte, die Angeklagte der „Tortura“ zu unterziehen.
Dieser Folter wohnten sowohl der Vogt als auch der Stadtschreiber sowie zwei Ratsherren bei. Nach der anschließenden gütlichen Befragung fand man die Angeklagte tot auf. Der Überbringer der Todesmeldung sagte aus, „dass ihr Buhle ihr den Hals zerbrochen habe“. Er berichtete des Weiteren, dass der Teufel selbst ein Geständnis der Frau verhindert habe, ehe er sie tötete. Es ist nicht überliefert, welche Beschuldigungen gegen Werthmann erhoben worden waren, da die Prozessakten nicht erhalten blieben. Auch ist unklar, ob ihr Leichnam, wie im Falle des Versterbens einer unter dringendem Tatverdacht stehenden Angeklagten üblich, anschließend stellvertretend auf dem Scheiterhaufen verbrannt wurde.